# Lilian Kasait Rengeruk
Lilian Kasait Rengeruk (3 de mayo de 1997) es una deportista keniana que compite en atletismo, especialista en las carreras de fondo y de campo a través.
Ganó una medalla de plata en el Campeonato Mundial de Atletismo en Ruta de 2023, en la prueba de 5 km. Además, obtuvo cinco medallas en el Campeonato Mundial de Campo a Través, entre los años 2017 y 2024.

## Palmarés internacional
| Campeonato Mundial en Ruta | Campeonato Mundial en Ruta | Campeonato Mundial en Ruta | Campeonato Mundial en Ruta |
| Año                        | Lugar                      | Medalla                    | Prueba                     |
| -------------------------- | -------------------------- | -------------------------- | -------------------------- |
| 2023                       | Riga (Letonia)             | Medalla de plata           | 5 km                       |

| Campeonato Mundial | Campeonato Mundial | Campeonato Mundial | Campeonato Mundial |
| Año                | Lugar              | Medalla            | Prueba             |
| ------------------ | ------------------ | ------------------ | ------------------ |
| 2017               | Kampala (Uganda)   | Medalla de oro     | Equipo             |
| 2017               | Kampala (Uganda)   | Medalla de bronce  | Individual         |
| 2019               | Aarhus (Dinamarca) | Medalla de plata   | Equipo             |
| 2024               | Belgrado (Serbia)  | Medalla de oro     | Equipo             |
| 2024               | Belgrado (Serbia)  | Medalla de plata   | Individual         |